# Anisentomon hainanense
Anisentomon hainanense är en urinsektsart som beskrevs av Xiong, Bu och Yin 2008. Anisentomon hainanense ingår i släktet Anisentomon och familjen trakétrevfotingar. Inga underarter finns listade i Catalogue of Life.